# Przemysław Bartczak
Przemysław Paweł Bartczak (ur. 1974) – polski astronom, doktor habilitowany nauk ścisłych i przyrodniczych. Profesor uczelni w Obserwatorium Astronomicznym Wydziału Fizyki i Astronomii Uniwersytetu im. Adama Mickiewicza w Poznaniu.

## Życiorys
Fizykę (specjalność: astronomia) ukończył na poznańskim Wydziale Fizyki UAM w 1999 roku (praca magisterska: Orientacja osi wertykalnej astrolabii względem układu odniesienia zadanego przez katalog Hipparcos; promotorem była prof. Krystyna Kurzyńska).  
Jeszcze podczas studiów został zatrudniony jako pracownik techniczny w Obserwatorium Astronomicznym UAM (1998–1999). W Obserwatorium rozpoczął następnie studia doktoranckie (1999–2004), które zwieńczył w 2005 roku obroną pracy doktorskiej pt. Potencjał grawitacyjny układu odcinków materialnych i jego zastosowania w badaniu planetoid podwójnych (promotorem doktoratu był prof. Sławomir Breiter). 
Zagraniczny staż podoktorski odbył w Instytucie Astrofizyki i Geofizyki Uniwersytetu w Liège w Belgii (2006–2009). Po powrocie z Belgii awansował w Obserwatorium Astronomicznym UAM na pozycję adiunkta.
Habilitował się w 2019 na Uniwersytecie Mikołaja Kopernika w Toruniu na podstawie oceny dorobku naukowego oraz cyklu publikacji pt. Modelowanie kształtu i parametrów rotacji planetoid w oparciu o dane fotometryczne. 
W kadencji 2024–2028 pełni na macierzystym Wydziale Fizyki i Astronomii UAM funkcję prodziekana ds. organizacyjno-finansowych.
Swoje prace publikował m.in. w „Monthly Notices of the Royal Astronomical Society", „Astronomy and Astrophysics" oraz „Celestial Mechanics and Dynamical Astronomy".
Należy do Polskiego Towarzystwa Astronomicznego oraz Międzynarodowej Unii Astronomicznej.

## Wyróżnienia
Za osiągnięcia naukowe i organizacyjne otrzymał 4 nagrody zespołowe Rektora UAM.
W uznaniu wkładu w badania planetoid związane z opracowaniem metod inwersji Komisja Nazw Międzynarodowej Unii Astronomicznej nadała w lipcu 2017 roku planetoidzie nr 10470 nazwę Bartczak.